# Hiromi Amada
Hiromi Amada (Gunma, 10 de mayo de 1973) es un kickboxer y boxeador aficionado de Japón que compitió en eventos de K-1.

## Carrera en kickboxing
Debutó en K-1 el 22 de marzo de 1999 con una victoria frente al kickboxer inglés John Wyatt. Aquel mismo año tuvo su primera participación en un torneo de K-1 en el K1- Spirits 1999 llegando a la final donde sería derrotado mediante decisión unánime por Musashi.
Los logros más importantes de su carrera llegarían en el K-1 World GP Japan de 2004 proclamándose campeón tras derrotar mediante decisión unánime al japonés Nobu Hayashi en la final y en los torneos de peso pesado de Heat siendo el campeón en los años 2009 y 2010. A lo largo de su carrera llegó a enfrentarse a grandes kickboxers del K-1 como Andy Hug, Mike Bernardo, Mirko Filipović, Jérôme Le Banner, Ray Sefo o Mark Hunt entre otros.
Cinco años después de su última participación en un evento de K-1, el 14 de octubre de 2012, se enfrentó a Makoto Uehara en el evento "K-1 World Grand Prix 2012 en Tokio Final 16" siendo derrotado mediante decisión unánime.

## Campeonatos y logros
- Kickboxing
  - Campeón del torneo K-1 World GP Japan (2004)
  - Campeón del torneo de pesos pesados de Heat (2009)
  - Campeón del torneo de pesos pesados de Heat (2010)

- Boxeo aficionado
  - Campeón del All Japan Amateur Boxing Championship (1996)
  - Campeón del The National Athletic Meet at Fukushima Amateur Boxing Championship (1996)